# یواس‌اس زفیر (پی‌سی-۸)
یواس‌اس زفیر (پی‌سی-۸) (به انگلیسی: USS Zephyr (PC-8)) یک کشتی بود که طول آن ۱۷۴ فوت (۵۳ متر) بود. این کشتی در سال ۱۹۹۳ ساخته شد.